# Bataille de Dull Knife
Pour un article plus général, voir Guerre des Black Hills.
 (avril 2013).
Guerre des Black Hills
Batailles
Guerre des Black Hills :
- Big Horn Expedition (en)
- Powder
- Prairie Dog Creek (en)
- Rosebud Creek
- Little Bighorn
- Warbonnet Creek
- Slim Buttes
- Cedar Creek
- Dull Knife
- Wolf Mountain (en)
- Little Muddy Creek

La bataille de Dull Knife ou de Bates Creek est livrée le 25 novembre 1876 dans le territoire du Wyoming pendant la guerre des Black Hills. Elle oppose les troupes américaines du colonel Ranald S. Mackenzie aux guerriers cheyennes de Dull Knife et Little Wolf.

## Déroulement
Après la bataille de Little Bighorn, le général George Crook fut chargé d'assurer la sécurité sur le tracé de la piste Bozeman qui coupait le territoire des tribus lakotas, le long des Black Hills, allant de Fort Laramie au territoire minier des monts Big Horn.
En octobre 1876, le colonel Mackenzie prit le départ de Fort Robinson avec environ 1 000 hommes et découvrit le camp indien de Dull Knife, le long du ruisseau de Bates Creek, où les guerriers Cheyennes célébraient une victoire contre les Shoshones. Mackenzie lança l'attaque contre le village, qui lui livra une forte résistance tuant 9 soldats avant de fuir. Les fuyards se réfugièrent dans le village de Crazy Horse.